# Xavier Duportet
Xavier Duportet, né le 7 décembre 1987 à Lyon, est un scientifique et entrepreneur français. Il est le PDG de Eligo Bioscience et le président de l'ONG Hello Tomorrow.
Il a reçu plusieurs prix, dont notamment celui d'« Innovateur Français de l'Année » décernée par la MIT Technology Review en 2015, celui de l'Ingénieur Entrepreneur de l'année en 2016 par la Fondation Norbert Ségard. 
En 2017, il a été classé parmi les « 30 Under 30 Europe » par le magazine Forbes, parmi les « 30 éclaireurs » par le magazine Vanity Fair et a été élu « Entrepreneur de l'Année » par l'association France Biotech.
En 2018, il est nommé « Young Global Leader » par le Forum économique mondial (World Economic Forum).

## Biographie

### Formation
Après avoir effectué son collège et son lycée à l'institution des Chartreux à Lyon, de 1997 à 2004; il obtient un bac S et fait ses classes préparatoires BCPST à Janson de Sailly. Il devient ingénieur agronome, diplômé de l'AgroParisTech. À la suite de plusieurs stages de recherche (Ohio State University, University of Auckland, Institut Pasteur), il effectue une thèse de doctorat en biologie de synthèse à l'Université Paris Diderot (Paris VII) et l'INRIA sous la direction de Gregory Batt et du Professeur Ron Weiss au MIT  (où il est chercheur invité) et avec qui il écrit plusieurs articles ,,,.

### Entrepreneuriat
Il est le fondateur et président-directeur général de Eligo Bioscience,, une startup qui développe des antibiotiques ciblés, spécifiques de séquence, en combinant des capsides de phages et la technologie CRISPR/Cas. Eligo Bioscience a été élue comme l'une des 30 sociétés les plus innovantes au monde par le Forum Economique Mondial en 2017.
Il est le fondateur et président de Hello Tomorrow, une association à but non lucratif présente dans 45 pays et qui a pour but d'identifier, aider et mettre en avant les entrepreneurs scientifiques.
Il a participé au forum Osons la France, qui est basé sur le thème de l'entrepreneuriat français, qui promeut l'innovation et dont la fondatrice et présidente est Aude de Thuin.